# Esquirol volador de patilles
L'esquirol volador de patilles (Petinomys genibarbis) és una espècie de rosegador de la família dels esciúrids. Viu a Brunei, Indonèsia i Malàisia. Es tracta d'un animal nocturn i arborícola. El seu hàbitat natural són els boscos primaris i secundaris de plana. Està amenaçat per la destrucció del seu entorn per la tala d'arbres i l'expansió de l'agricultura.